# Brassband
Et brassband er et musikensemble, der normalt udelukkende består af messinginstrumenter og ofte med en slagtøjssektion. Ensembler der består af både messingblæsere og træblæsere kan i visse traditioner også betegnes som et brassband (særligt i New Orleans og Japan), men kan også kaldes militærband, koncertband eller "messing og siv"-band
Den britiske form for brassband, der er den mest udbredte i Danmark, opstod under industrialiseringen i England, hvor arbejderklassen begyndte at få mere fritid. Derfor arrangerede industrivirksomhederne orkestre, der kunne holde arbejderne væk fra vold og druk. Oprindelsen ses stadig tydeligt, idet mange engelske bands stadig har navn efter kulminer eller stålværker.

## Instrumenter
Det britiske brassband består af:
- Eb-Cornet (eller sopran Cornet). Brassbandets øverste stemme. Spiller som regel overstemmer og har til opgave at støtte solocornet-gruppen i det høje toneleje.

- Cornetter i Bb, som regel den melodiførende gruppe. Ideelt set er der 9 af dem, 10 med Eb cornetten, men det er ofte set, at der er flere. Cornetten minder meget om trompeten, men har en blødere klang.

- Flygelhorn. Med en lidt rundere klang end overstående, er det oplagt med bløde soloer til denne stemme. Besat af en enkelt.

- Horn i Eb (også kaldet for althorn, eller tenorhorn internationalt). Horngruppen, som dækker det midterste af band-lyden, sammen med baritonerne er de med til at skabe den særlige brassband lyd. Hornene er ofte hensat til at spille efterslag i marcher. Der er 3 hornstemmer, som hver dækkes af en musiker.

- Baritone i Bb. Stemmer lidt dybere end althornene og har en blødere klang. Baritonerne er brassbandets askepot, oftest overset, men dybt uundværdlig; først nu er repertoiret for solo bariton ved at blive udforsket. Der hører 2 baritoner til et Brassband.

- Trombone (trækbasun). I brassbandet er der 3 forskellige trombonestemmer, der hver bliver spillet af en enkelt musiker. Det hænder dog at der er flere med. Tromboner har den unikke egenskab at kunne lave rigtig glissandoer.

- Euphonium. Brassbandets "cello". Det er et soloinstrument med mange forskellige opgaver.

Euphoniets lyd er mere "fed" end en baritone. 2 Euphonier skal der til, for at dække de mange opgaver.
- Eb-Tuba. De 2 Eb-tubaer, der hører til et Brassband, skal dække over den lidt mere melodiske del af tubalyden, men de arbejder gerne sammen med Bb-tubaerne, for at lave en bas lyd, der kan "vække de døde".

- Bb-Tuba. Orkesterets dybest klingende instrument. Fundamentet i brassbandet. Bb-tubaen har oftest de helt elementære baslyde, det siges ofte at Bb-tubaen skal ikke høres, de skal mærkes!

Cornetgruppen består som regel af 2. og 3. cornet(er), Re-piano cornet(1-2), Solo cornet (som regel 4, helst 5), og Eb Soprano Cornet.
Opgaver i Cornet gruppen:
- Eb Soprano Cornet. Spiller overstemmer, skal støtte Solocornetterne i højden.
- Solocornetter. Spiller som regel melodien eller 1. stemmen.
- Re-Piano Cornet, Skal generelt bare støtte Solo cornetterne, Re-Piano Cornetterne spiller typisk det samme som solocornetterne, bare en oktav under.
- 2. Cornet. Spiller 2. stemme.
- 3. Cornet. Spiller 3. stemme.

Instrumenter der stemmer i Eb: Eb-cornet, Althorn, Eb-tuba
Instrumenter der stemmer i Bb: Cornet, Flygelhorn, Bariton, Euphonium, Trombone og Bb-tuba.
Percussioninstrumenter medvirker som regel også til opbygningen af et brassband,
og alt efter bandets størrelse og kunnen, kan der være mange forskellige percussioninstrumenter
med. Et typisk brassband har 3-4 percussionister, der hver har en eller flere instrumenter
at skulle udfylde. Hvis brassbandet spiller overvejende klassisk musik (som eks. Black Dyke Brass Band fra England), vil der sandsynligvis indgå flere koncertpercussioninstrumenter. Disse "klassiske" percussioninstrumenter er bl.a.; Klokkespil, bækkener, stortromme (bassdrum), pauker, osv.
Et brassband ledes som regel af en dirigent, der holder takten, som i et symfoniorkester.

## Originalværker for brassband
- Håbet af Frederik Magle (2001)

## Bands og komponister

### Brassbands
- Bestwood Welfare Black Diamonds Brass Band
- Black Dyke Band
- Brass Band Buizingen
- Brighouse and Rastrick Brass Band
- Busselton Brass Band
- Carlton Main Frickley Colliery Band
- Central Park Brass
- Chalk Farm Band of the Salvation Army
- City of Oxford Silver Band
- Dublin Silver Band[1]
- Eastern Iowa Brass Band
- Foden's Band[2]
- Grimethorpe Colliery Band[3]
- Helston Town Band[4]
- Herb Alpert & the Tijuana Brass
- Hot 8 Brass Band
- Hungry March Band
- Hypnotic Brass Ensemble[5]
- International Staff Band of the Salvation Army
- LaBrassBanda
- Lanner and District Silver Band
- Leyland Band
- Maidenhead Citadel Band of the Salvation Army
- Mama Digdown's Brass Band[6]
- Meute
- Moop Mama
- Querbeat
- Rebirth Brass Band[7]
- Reg Vardy Band
- River City Brass Band
- Rode Hall Silver Band
- Soul Rebels Brass Band[8]
- Stooges Brass Band[9]
- Southern Stars Symphonic Brass Band[10]
- Tapton Youth Brass Band
- The City of Wolverhampton Brass Band
- The Dirty Dozen Brass Band[11]
- The Harrogate Band
- The Ohio State University Marching Band[12]
- The Original Pinettes Brass Band[13]
- To Be Continued Brass Band[14]
- Treme Brass Band
- Vernon Building Society (Poynton) Brass Band
- Virtuosi GUS Band
- Wellington Brass Band
- Worcester Concert Brass
- Yorkshire Imperial Band

### Komponister
- Alex Lithgow
- Edward Gregson
- Eric Ball
- Goff Richards
- Gordon Langford
- Frederik Magle
- Henry James Metcalfe
- Herb Alpert
- John Philip Sousa
- Martin Ellerby
- Meredith Willson
- Nigel Clarke
- Paul Lovatt-Cooper
- Peter Graham
- Philip Sparke
- Charles Trussell
- Philip Wilby
- Kenneth Downie